# Sankt Sigfrids kyrka, Småland
Sankt Sigfrids kyrka är en kyrkobyggnad i Växjö stift. Den är församlingskyrka i Nybro-S:t Sigfrids församling.

## Kyrkobyggnaden
Under 1800-talets stora kyrkobyggnadsperiod uppkom även i Sankt Sigfrids socken frågan om en ny kyrka. Den kyrka som uppfördes skilde sig från den vanliga empirestil en som kännetecknade de nybyggda 1800-tals kyrkorna i Småland. Empirestilen ansågs föråldrad. Istället hade nyromantiken och nygotiken börjat göra sig gällande. 
När den nya kyrkan uppfördes blev det en blandning av båda stilarterna med dominans av den romanska rundbågestilen som går igen i de dubbelformade fönsteröppningar, portalerna och tornets ljudöppningar medan tornets avslutning präglas av gotisk spetsbågestil. Lyckligtvis uppfördes inte kyrkan av det allt annat än hållfasta maskinslagna teglet vilket annars blev vanligt under denna tidsperiod. Kyrkan byggdes istället av granit och uppfördes med korsarmar i norr och söder och fick alltså planen av en korskyrka.
1888 invigdes kyrkan av Kalmar stifts näst siste biskop Pehr Sjöbring. 1913 uppgick Kalmarstiftet i Växjö stift.
I tornet hänger två klockor. Storklockan är gjuten 1860 av J.P.Forssberg i Calmar och Lillklockan som inköptes 1776 med sprack 1800 blev omgjuten 1802 i Norrköping.

## Interiör
- Interiören präglas av kyrkorummets korsarmar över vilket ett brutet tak i blått välver sig. Bänkinredningen är från kyrkans byggnadstid. I norra korsarmen finns en låg läktare på vilken orgel är placerad.
- En skärmvägg avskiljer koret från den bakomliggande sakristian.En tidstypisk altaruppställning inramar altartavlan. Altartavlan har som motiv Sankt Sigfrid förrättande dop, och är målad av konstnären Sven-Bertil Svensson, Mörbylånga.Den tidigare altartavlan från 1600-talet med motiv Kristus samt tre kvinnor gestaltande tron, hoppet och kärleken är placerad på väggen över utgången i väster.
- Dopfunten som är placerad i södra korsarmen är tillverkad av konstnären Arvid Källström i Påskallavik år 1931.
- En äldre predikstol från 1700-talet finns i kyrkans förrum medan den nya som är från kyrkans tillkomsttid har sin plats på norra sidan i koret.
- Kyrkan har bland sina inventarier tre skulpturer från 1600-talet som föreställer Sankt Sigfrid, Sankt Olof och Katarina av Alexandria, en S:t Sigfridskulptur från 1979 utförd av konstnären Eva Spångberg och en hängande skyddsängel av glas från 2009 av glaskonstnären Peter Nilsson[1].
- I södra korsarmen finns också en ljusbärare skänkt till kyrkan 1995.

## Bildgalleri

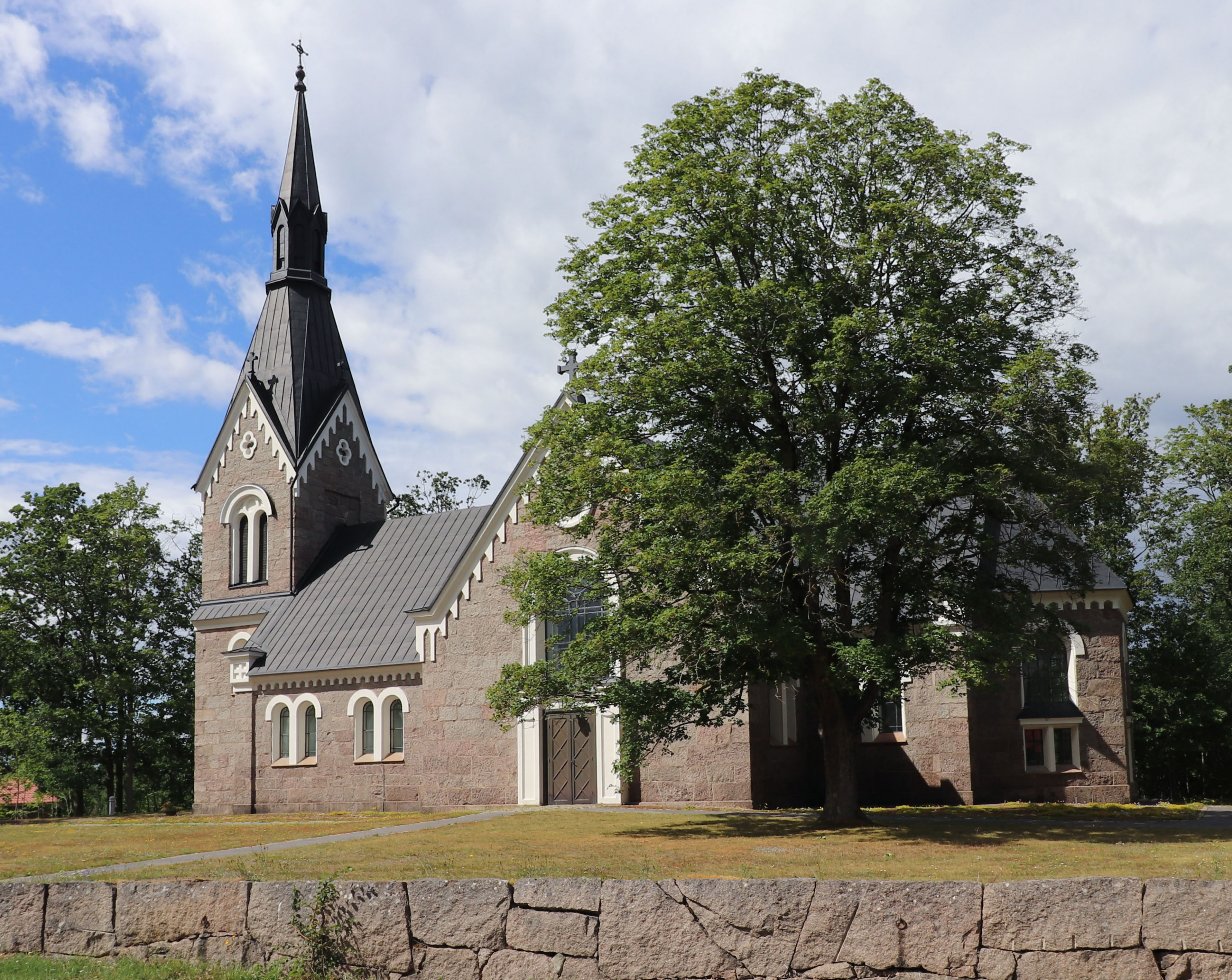
Kyrkan från söder
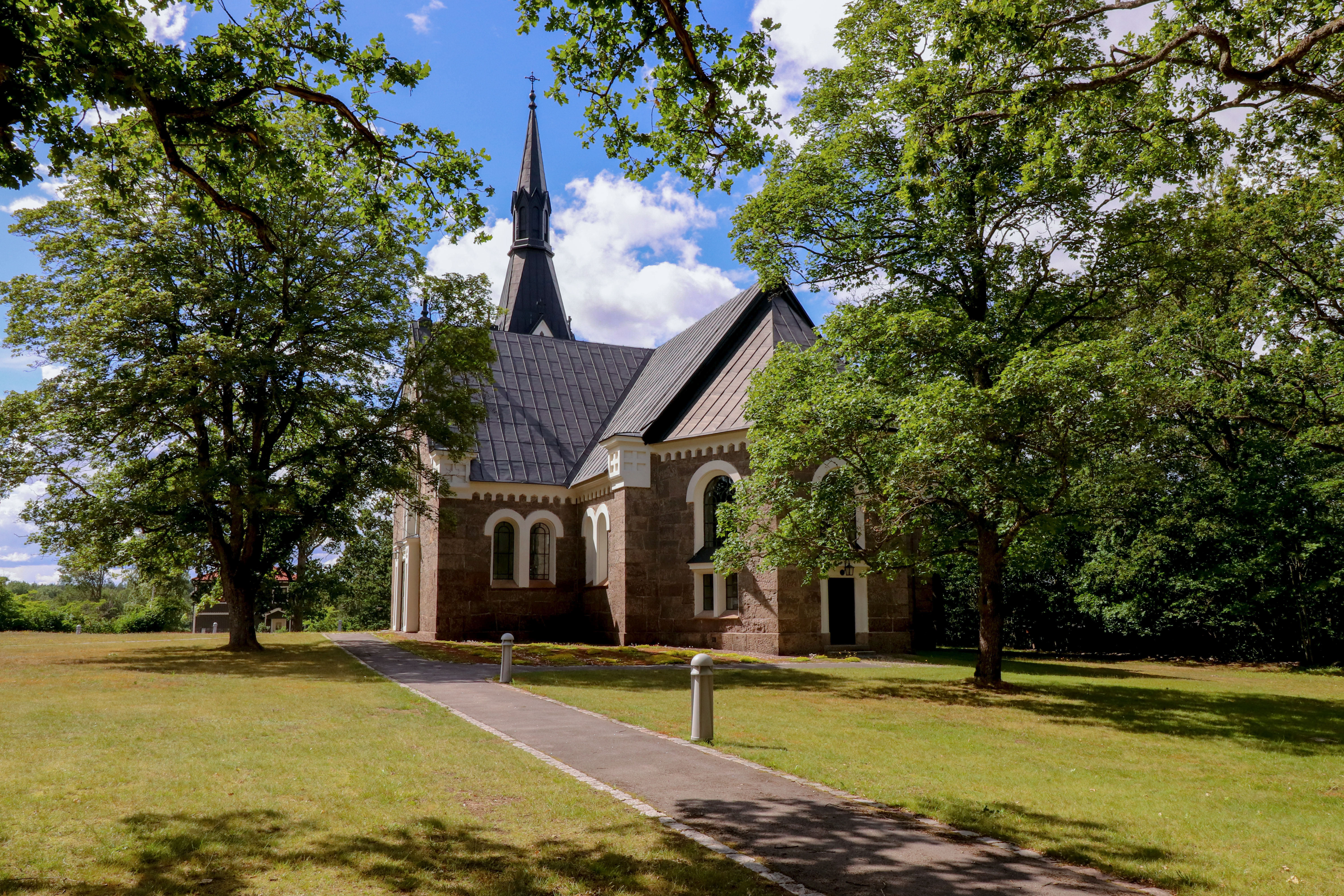
Exteriör från öster
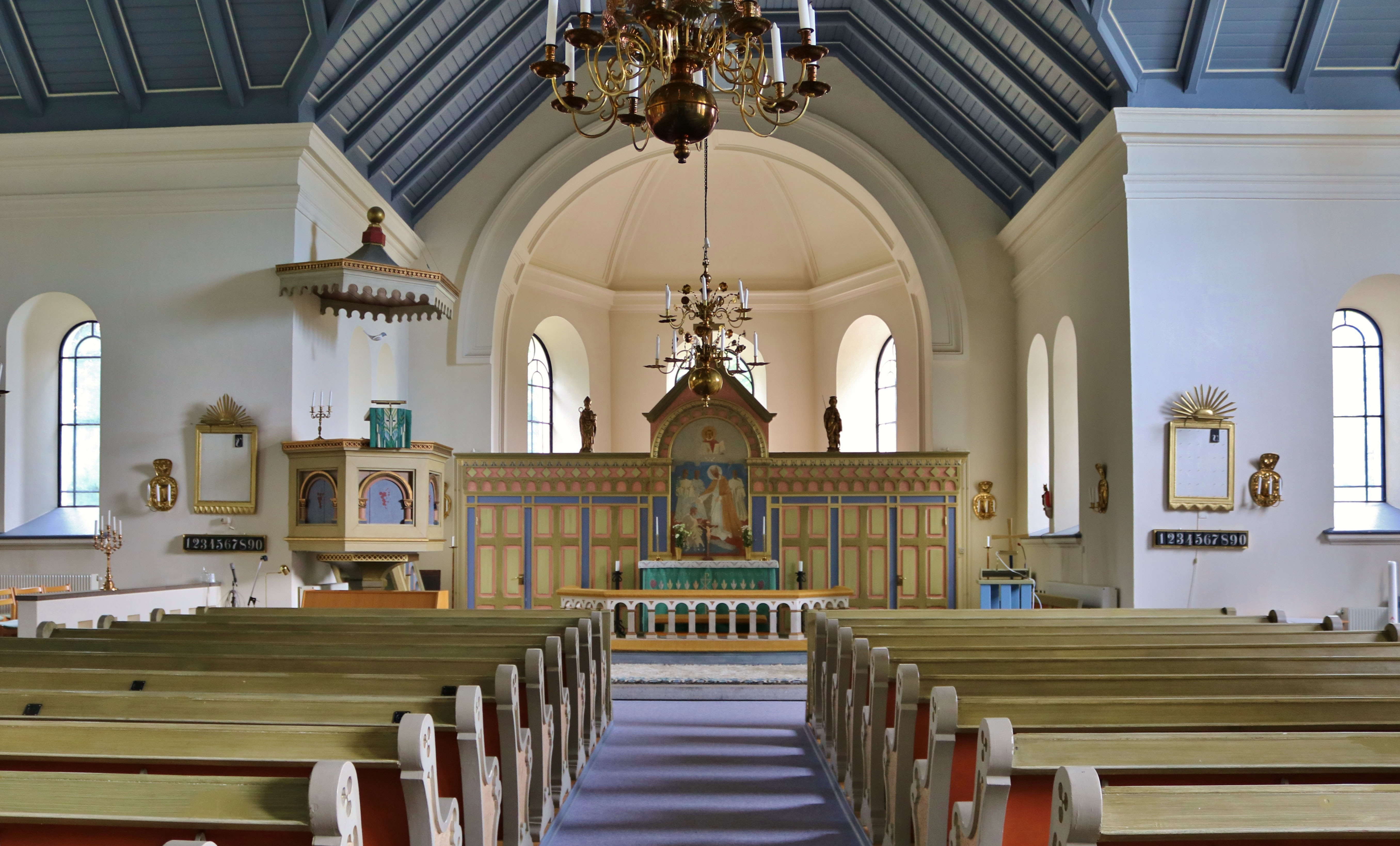
Interiör mot öster
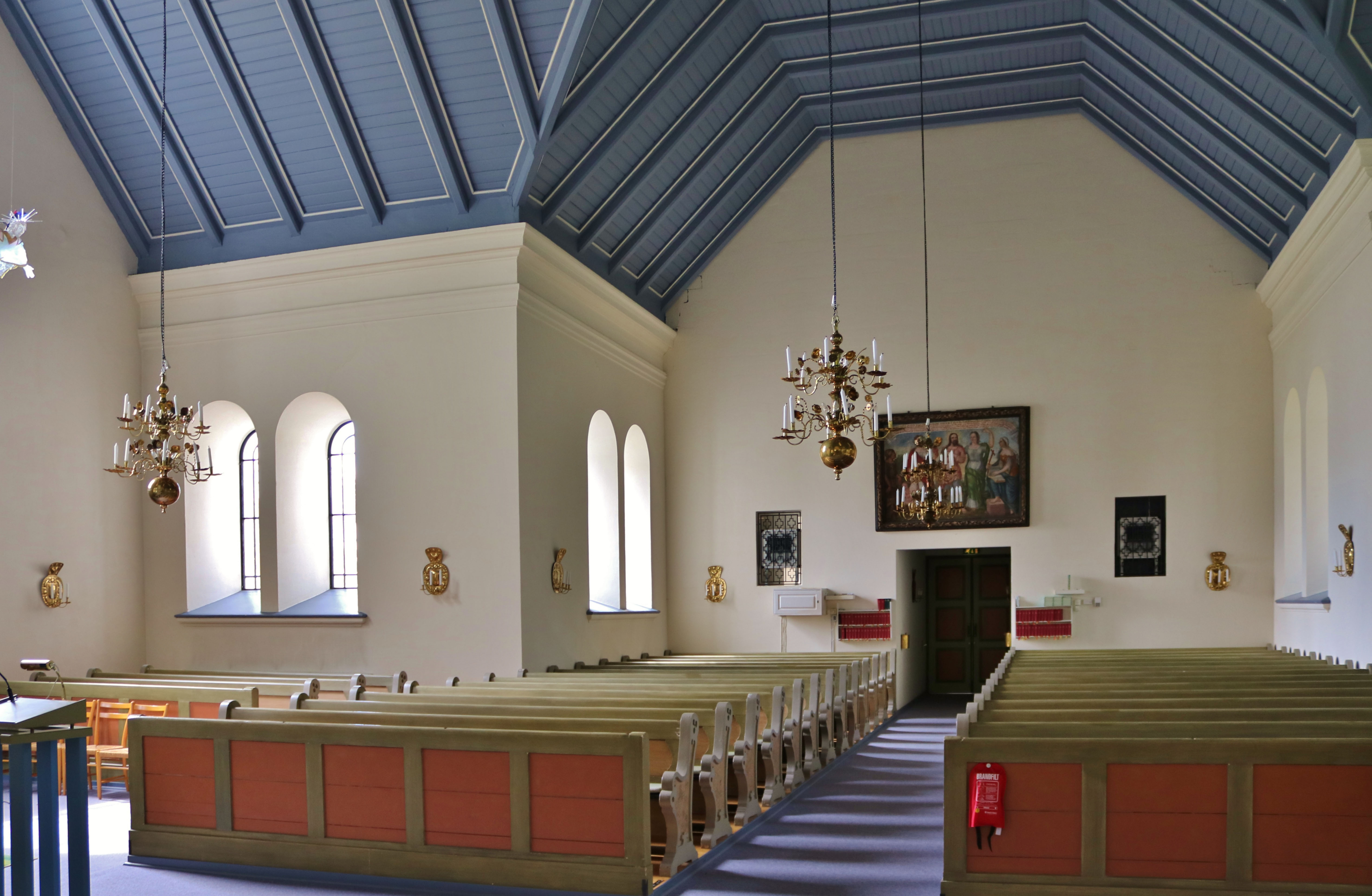
Interiör mot väster
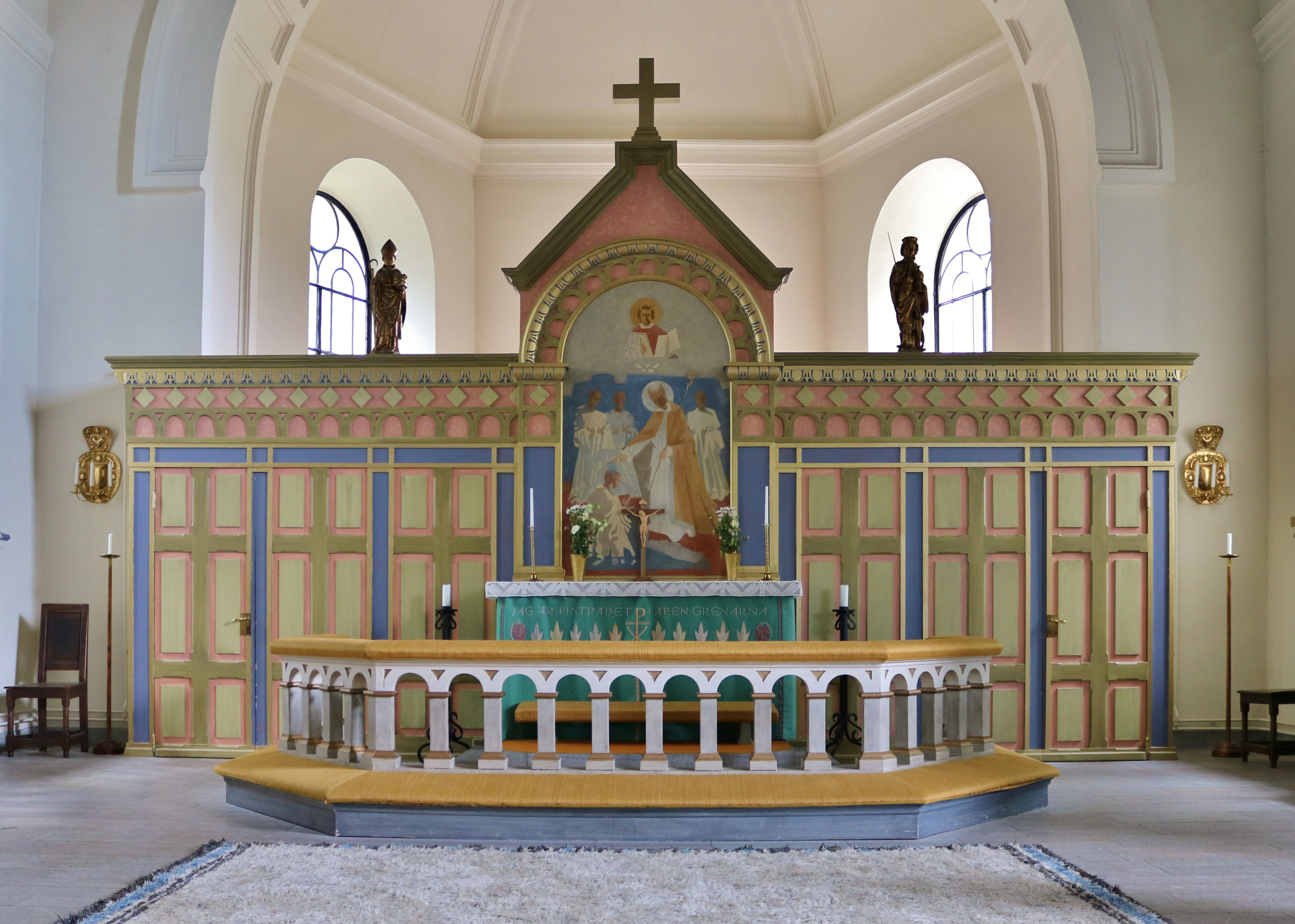
Koret
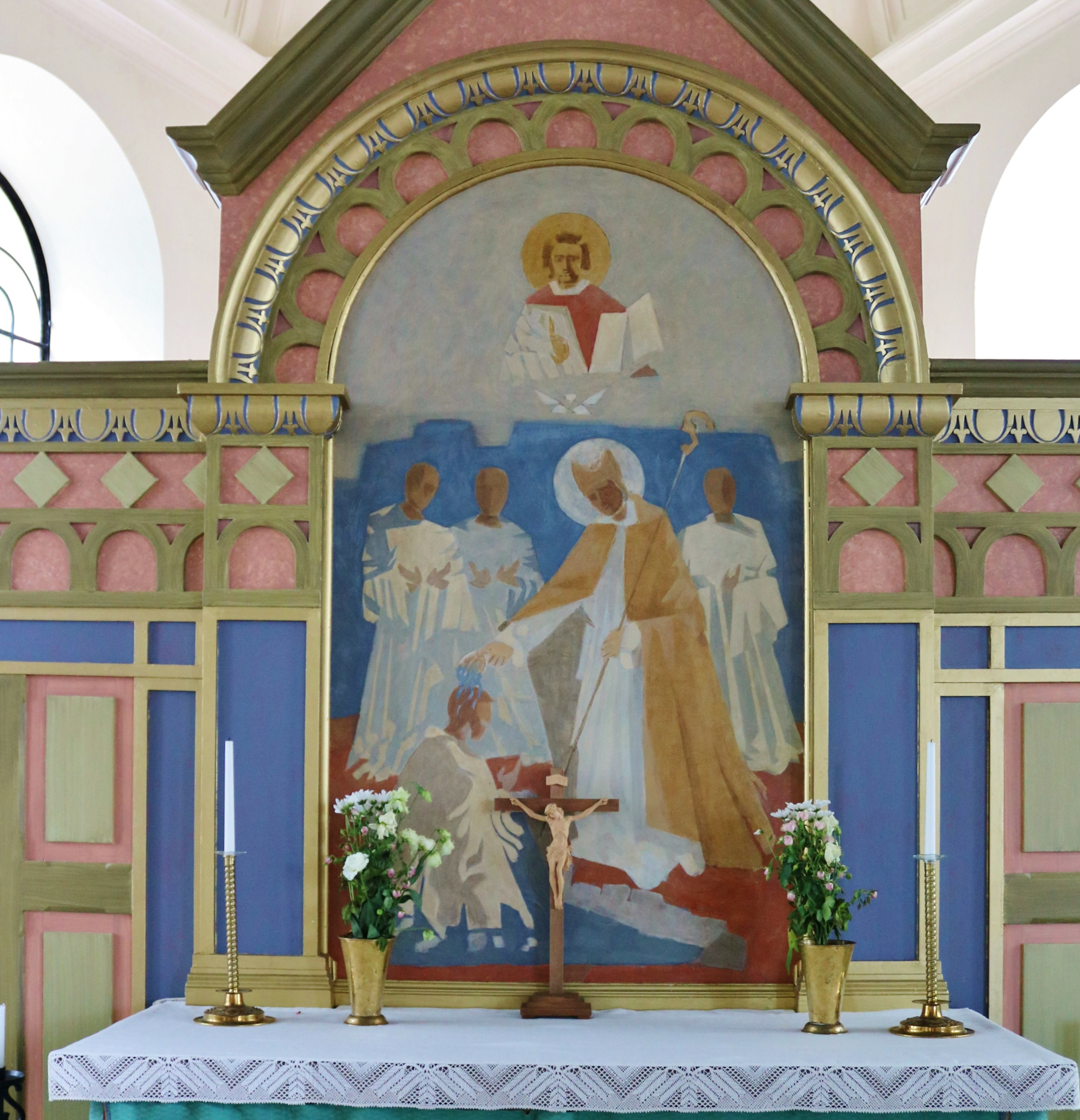
Sankt Sigfrid förrättar dop
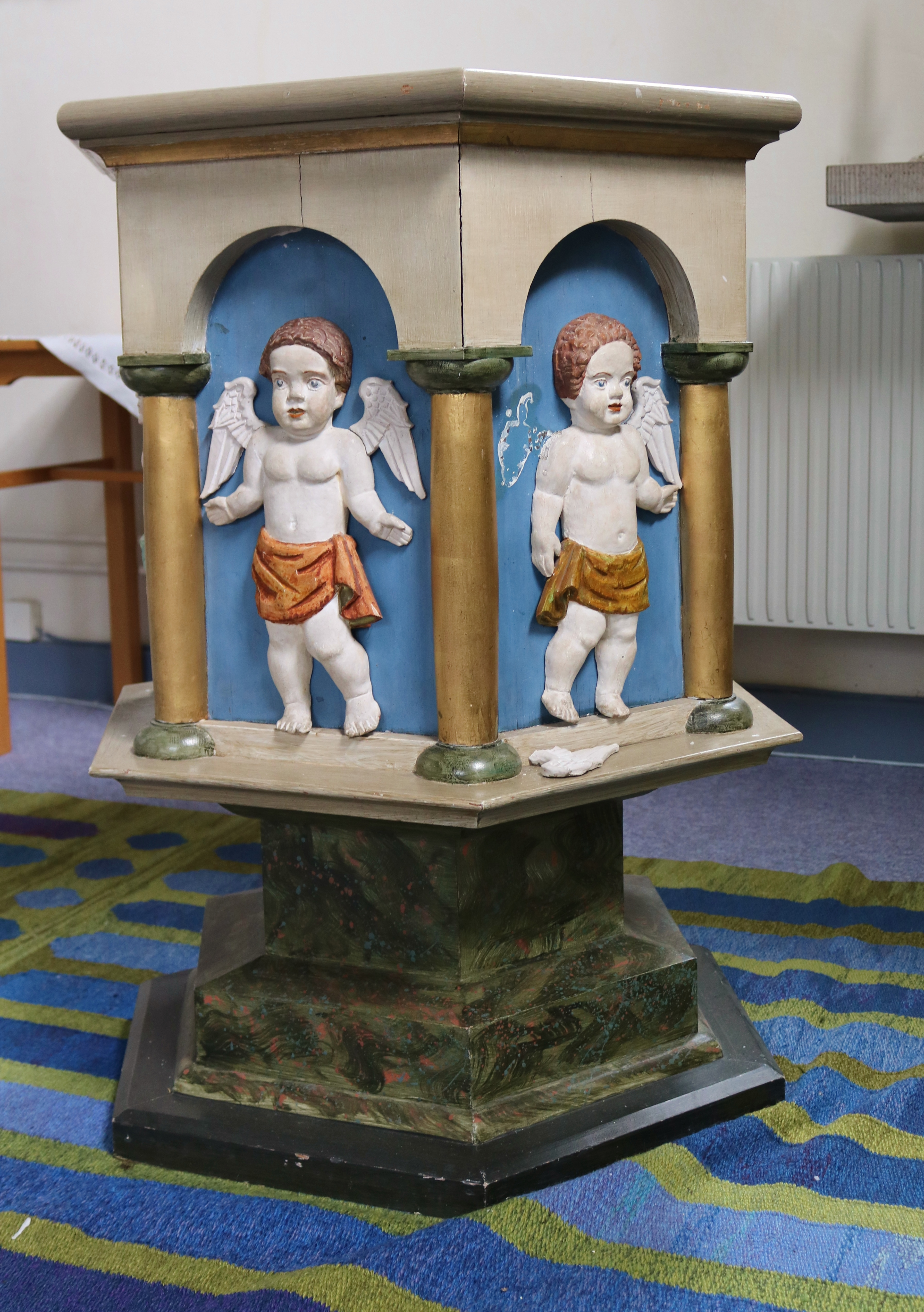
Dopfunten
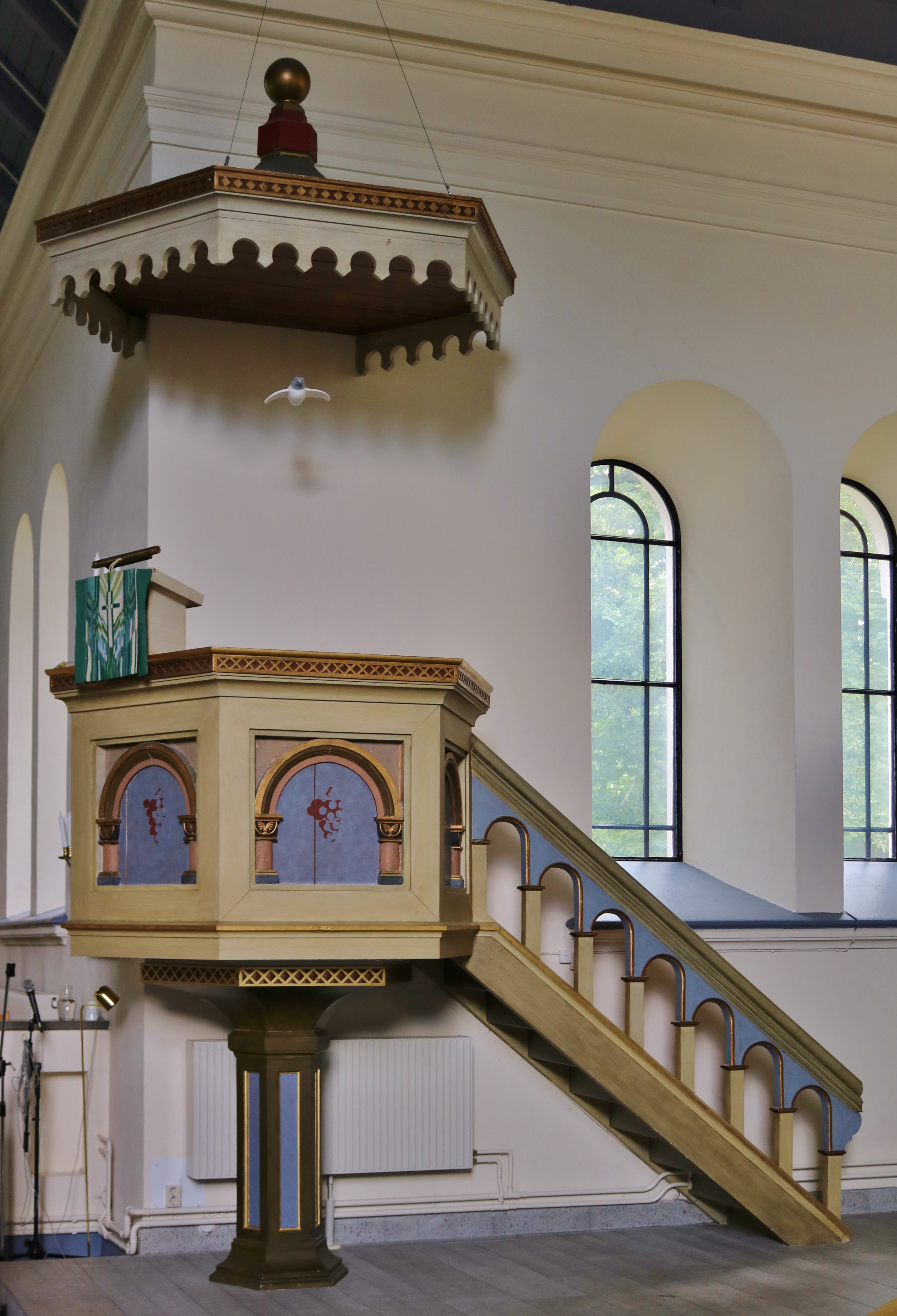
Predikstolen
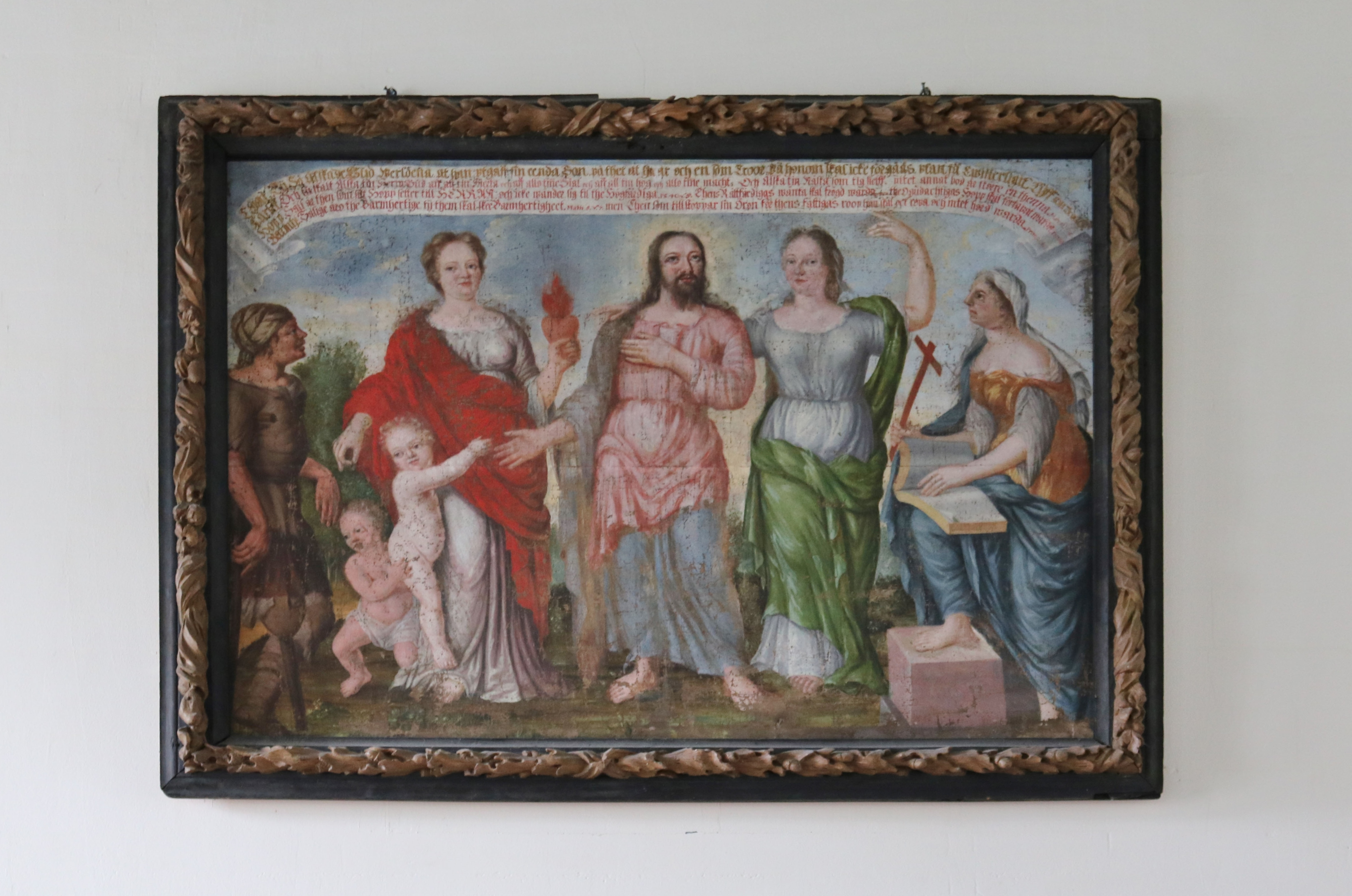
Tidigare altartavla från 1600-talet
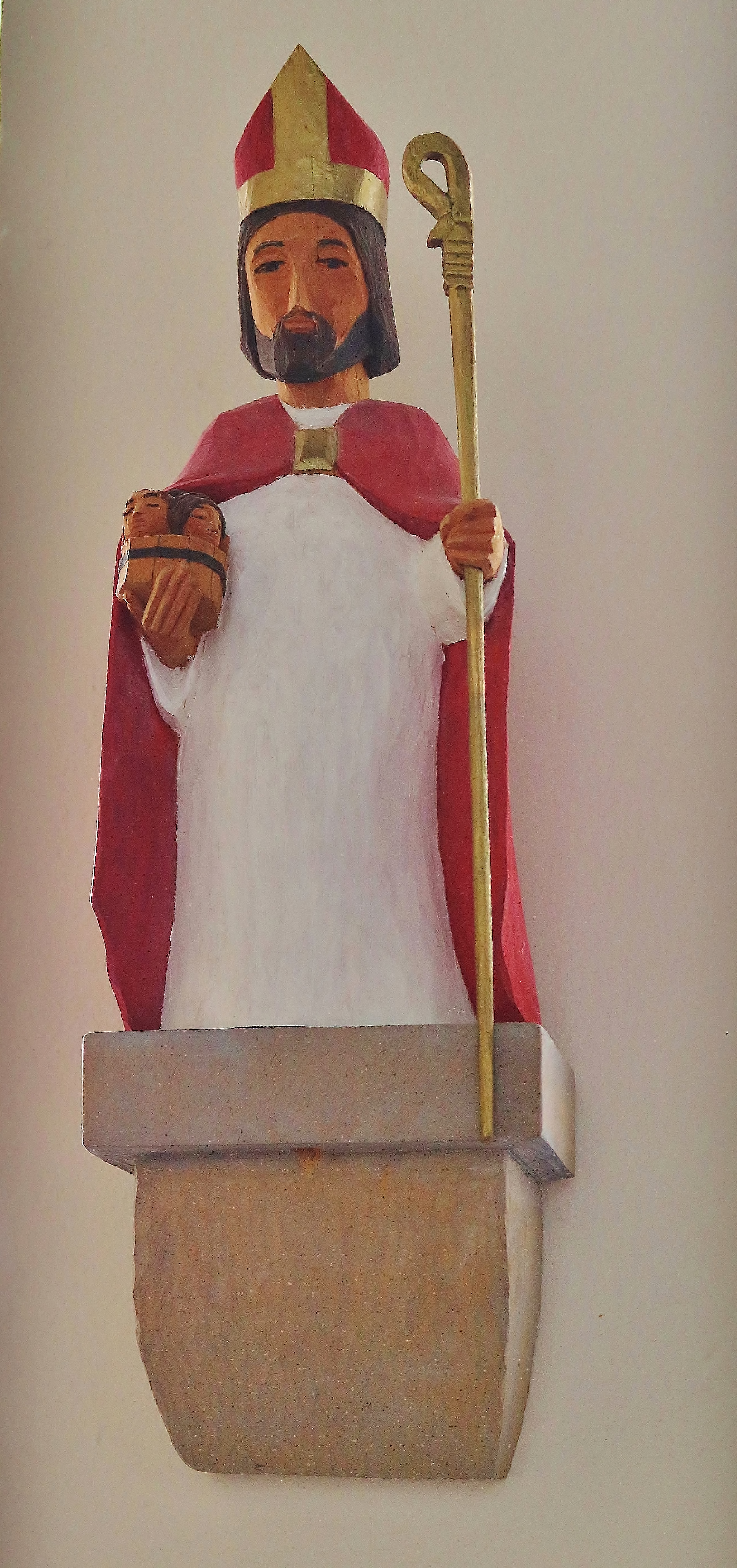
Sankt Sigfrid
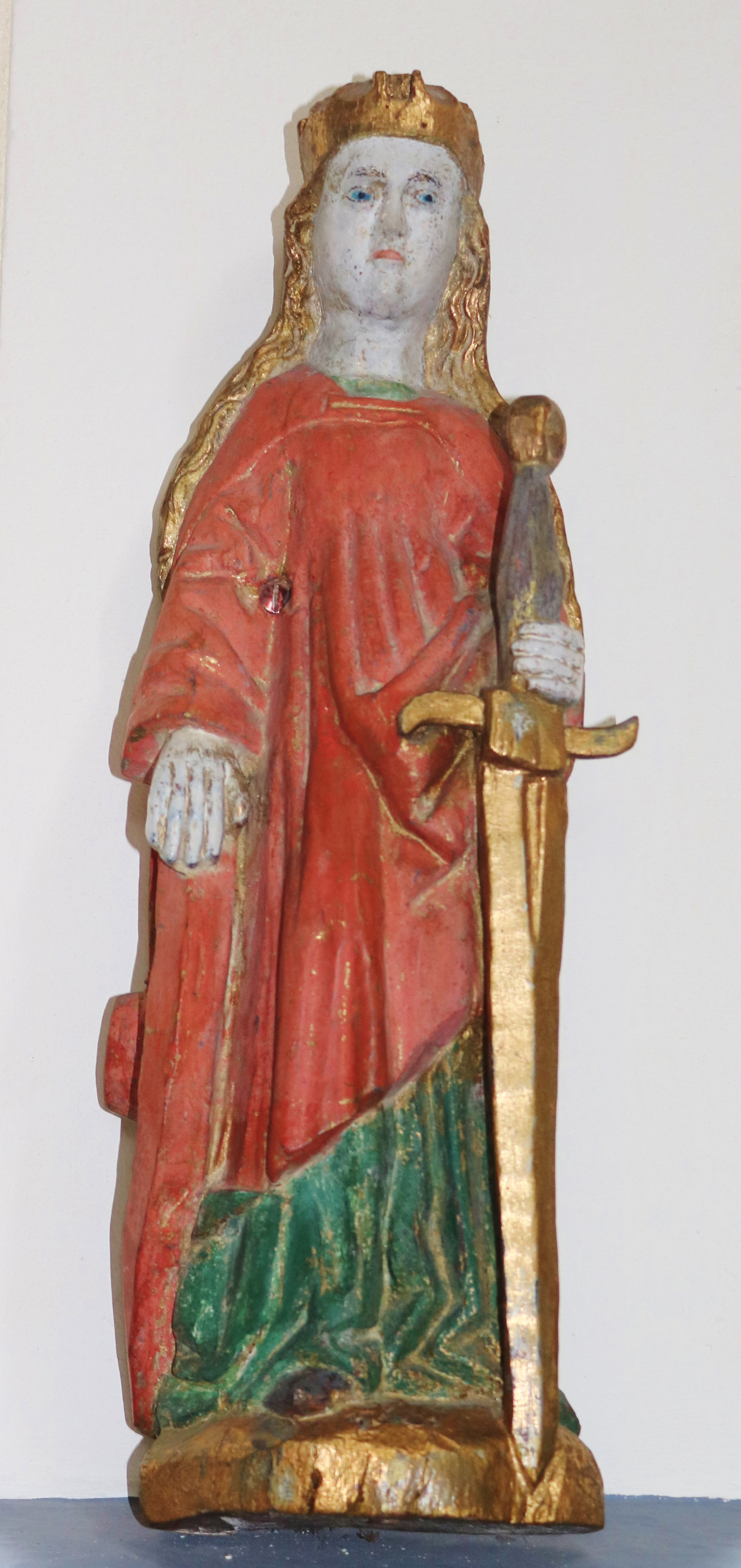
Katarina av Alexandria

## Orgeln

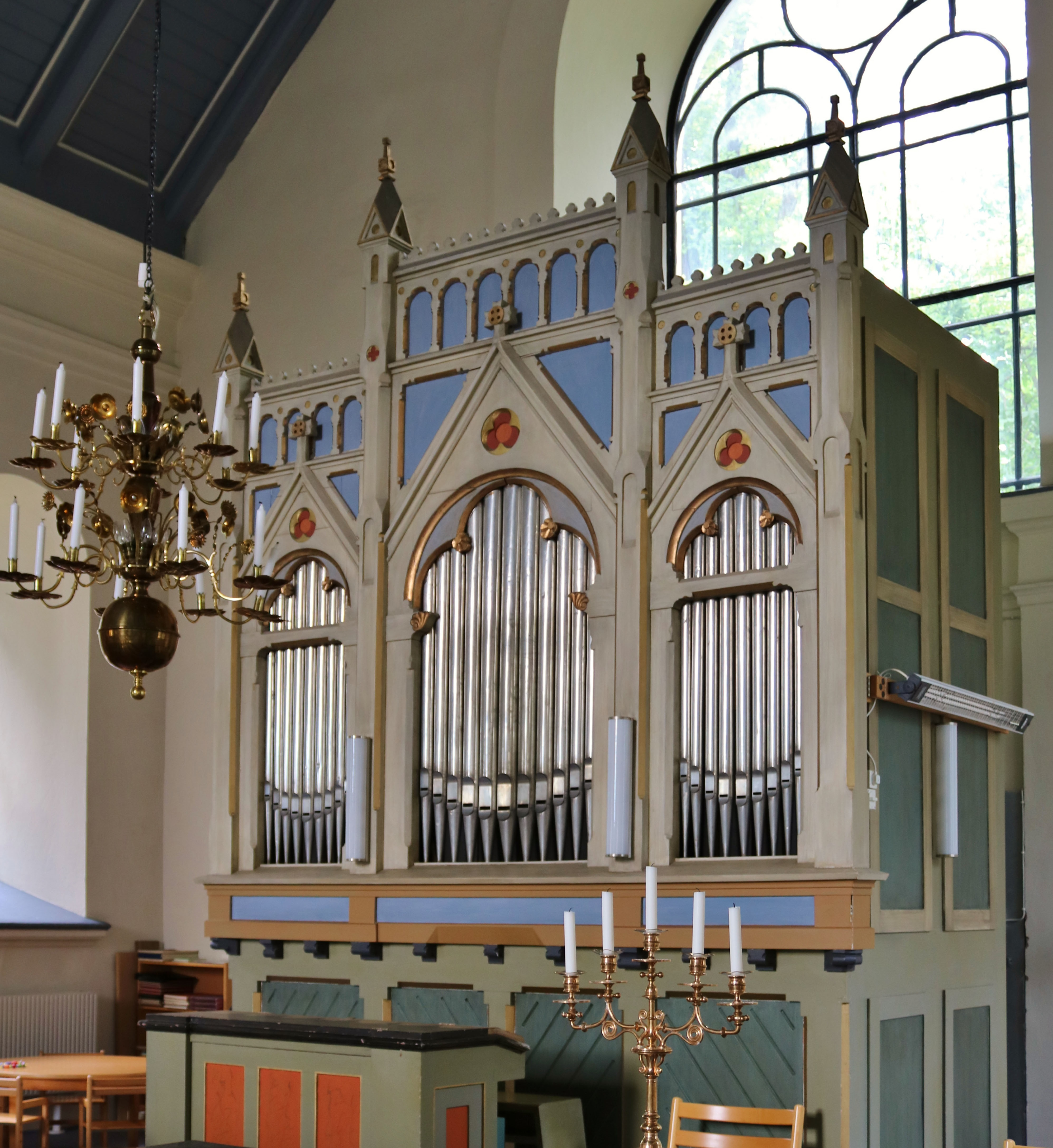
Orgeln med fasad från 1887

Orgeln är mekanisk och byggd 1887 av Åkerman & Lund i Stockholm. Den omdisponerades och renoverades 1964 av Einar Berg i Stockholm. Orgeln är mekanisk. Manualomfång: C-f1. Pedalomfång: C-g0.
| Manual        | Pedal      | Koppel  |
| Gedackt 8’    | Subbas 16’ | Man/Ped |
| Fugara 8’     |            |         |
| Principal 4’  |            |         |
| Rörflöjt 4’   |            |         |
| Blockflöjt 2’ |            |         |
| Kvinta 1 1⁄3’ |            |         |
| Mixtur 4 ch   |            |         |

### Webbkällor
- S:t Sigfrids kyrka